# Cara Bulaya
 (mai 2022).
 Cara Bulaya né à Kisangani le 15 août 1973, est un auteur congolais de bande dessinée,,.

## Œuvres
- Congo 50, 2010.